# Atokite
L'atokite è un minerale scoperto assieme alla rustenburgite nel concentrato proveniente dalla miniera di platino di Atok, nel complesso igneo del Bushveld in Sudafrica ed approvato dall'IMA nel 1976. Il nome deriva da quello della miniera dove è stato scoperto.
L'atokite forma una serie con la rustenburgite della quale rappresenta l'estremo con più palladio che platino. L'atokite è in relazione anche con la zvyagintsevite che presenta del piombo in sostituzione dello stagno.

## Morfologia
L'atokite è stata trovata in grani visibili solo al microscopio.

## Origine e giacitura
L'atokite si rinviene in granuli finemente dispersi nel concentrato proveniente dalle miniere di platino. È stata trovata associata a tellururi di platino non meglio specificati, keithconnite e palladoarsenide.